# Cara Sucia
Cara Sucia är ett mesoamerikanskt fornminne i västra El Salvador. Platsen beboddes under den förklassiska perioden och övergavs omkring år 900 i slutet av den klassiska perioden, när Pipilfolket flyttade in i regionen. Det antas att i början av den förklassiska perioden (1200–500 f.Kr.), beboddes platsen av folk som talade en föregångare till Mayaspråken, och under den senare delen av den förklassiska perioden finns bevis på kontakter med Chalchuapa och Kaminaljuyu i Guatemalas höglandsområde.
Platsen är en av de mest betydelsefulla fornminnena i västra El Salvador, men har inte restaurerats. Den består av ett antal grästäckta högar, några av dessa är väldigt stora. Arkeologen Paul Amaroli har gjort undersökningar av platsen. Stilistiska likheter i arkitektur, keramiken och skulpturerna tyder på en länk med Cotzumalhuapakulturen i Guatemalas Stillahavsregion. Cara Sucia är det sydligaste regionala centret som är associeras med denna kultur.

## Historia
Cara Sucia verkar ha upplevt två huvudfaser av bosättningar. Den första varade från mitten av den förklassiska perioden fram till den senare delen av den förklassiska och den andra från omkring 650 till 950, under slutet av klassiska perioden och under senklassiska perioden. De primära byggnaderna på platsen har daterats till andra bosättningsfasen, under den senklassiska. Senklassisk arkitektur i Cara Sucia är exempelvis tempel, rektangulära hus, två muromgärdade mesoamerikanska bollplaner och en stor plattform med olika mindre byggnadsverk. Cara Sucia verkar ha varit en viktig plats för tillverkning av keramiska figuriner och visselpipor.
1800-talshistorikern Santiago Ignacio Barbarena rapporterade först fornminnet efter upptäckten av olika artefakter, däribland en stenskulptur föreställande ett jaguarhuvud. Cara Sucia har skatads svårt av plundrare sedan El Salvadors landreformprogram 1980, över 5 000 plundringsdiken har dokumenterats. Efter att kontroller infördes 1987 för import av artefakter till USA, minskade plundringarna betydligt året därpå.. 1992 sattes Cara Sucia upp på El Salvadors tentativa världsarvslista tillsammans med El Imposible National Park.